# Eriogonum elatum
Eriogonum elatum är en slideväxtart som beskrevs av David Douglas och George Bentham. Eriogonum elatum ingår i släktet Eriogonum och familjen slideväxter. Utöver nominatformen finns också underarten E. e. villosum.